# Kõpu looduskaitseala
Rezerwat przyrody Kõpu (est. Kõpu looduskaitseala) - rezerwat przyrody leżący na półwyspie Kõpu w prowincji Hiuma, Estonia. Rezerwat został założony w 1962 roku decyzją Rady Ministrów Estońskiej Socjalistycznej Republiki Radzieckiej. Był wielokrotnie rozszerzany i obecnie składa się z 24 części o łącznej powierzchni 3064 hektara. Obejmuje ochroną obiekty przyrody nieożywionej oraz ożywionej. Na jego terenie znajduje się najwyższe wzgórze na zachodzie Estonii - est.  Tornimäe pank o wysokości ponad 69 m n.p.m.. Na terenie rezerwatu ochroną objęte są m.in. mikołajek nadmorski, marzyca czarniawa. Z gatunków fauny wymienić można lelka i trzmielojada zwyczajnego.